# Golden Globe Awards 1987
Die 44. Verleihung der Golden Globe Awards fand am 31. Januar 1987 statt. Moderatoren waren: Cheryl Ladd und William Shatner.

## Gewinner und Nominierte im Bereich Film

### Bester Film – Drama
Platoon – Regie: Oliver Stone
- Gottes vergessene Kinder (Children of a Lesser God) – Regie: Randa Haines
- Mission (The Mission) – Regie: Roland Joffé
- Mona Lisa – Regie: Neil Jordan
- Stand by Me – Das Geheimnis eines Sommers (Stand by Me) – Regie: Rob Reiner
- Zimmer mit Aussicht (A Room with a View) – Regie: James Ivory

### Bester Film – Musical/Komödie
Hannah und ihre Schwestern (Hannah and her Sisters) – Regie: Woody Allen
- Crocodile Dundee – Ein Krokodil zum Küssen (Crocodile Dundee) – Regie: Peter Faiman
- Der kleine Horrorladen (Little Shop of Horrors) – Regie: Frank Oz
- Peggy Sue hat geheiratet (Peggy Sue Got Married) – Regie: Francis Ford Coppola
- Verbrecherische Herzen (Crimes of the Heart) – Regie: Bruce Beresford
- Zoff in Beverly Hills (Down and Out in Beverly Hills) – Regie: Paul Mazursky

### Beste Regie
Oliver Stone – Platoon
- Woody Allen – Hannah und ihre Schwestern (Hannah and her Sisters)
- James Ivory – Zimmer mit Aussicht (A Room with a View)
- Roland Joffé – Mission (The Mission)
- Rob Reiner – Stand by Me – Das Geheimnis eines Sommers (Stand by Me)

### Bester Hauptdarsteller – Drama
Bob Hoskins – Mona Lisa
- Harrison Ford – Mosquito Coast (The Mosquito Coast)
- Dexter Gordon – Um Mitternacht (Round Midnight)
- William Hurt – Gottes vergessene Kinder (Children of a Lesser God)
- Jeremy Irons – Mission (The Mission)
- Paul Newman – Die Farbe des Geldes (The Color of Money)

### Bester Hauptdarsteller – Musical/Komödie
Paul Hogan – Crocodile Dundee – Ein Krokodil zum Küssen (Crocodile Dundee)
- Matthew Broderick – Ferris macht blau (Ferris Bueller’s Day Off)
- Jeff Daniels – Gefährliche Freundin (Something Wild)
- Danny DeVito – Die unglaubliche Entführung der verrückten Mrs. Stone (Ruthless People)
- Jack Lemmon – That’s Life! So ist das Leben (That’s Life!)

### Beste Hauptdarstellerin – Drama
Marlee Matlin – Gottes vergessene Kinder (Children of a Lesser God)
- Julie Andrews – Duet for One
- Anne Bancroft – Nacht, Mutter (’night, Mother)
- Farrah Fawcett – Extremities
- Sigourney Weaver – Aliens – Die Rückkehr (Aliens)

### Beste Hauptdarstellerin – Musical/Komödie
Sissy Spacek – Verbrecherische Herzen (Crimes of the Heart)
- Julie Andrews – That’s Life! So ist das Leben (That’s Life!)
- Melanie Griffith – Gefährliche Freundin (Something Wild)
- Bette Midler – Zoff in Beverly Hills (Down and Out in Beverly Hills)
- Kathleen Turner – Peggy Sue hat geheiratet (Peggy Sue Got Married)

### Bester Nebendarsteller
Tom Berenger – Platoon
- Michael Caine – Hannah und ihre Schwestern (Hannah and her Sisters)
- Dennis Hopper – Blue Velvet
- Dennis Hopper – Freiwurf (Hoosiers)
- Ray Liotta – Gefährliche Freundin (Something Wild)

### Beste Nebendarstellerin
Maggie Smith – Zimmer mit Aussicht (Room with a View)
- Linda Kozlowski – Crocodile Dundee – Ein Krokodil zum Küssen (Crocodile Dundee)
- Mary Elizabeth Mastrantonio – Die Farbe des Geldes (The Color of Money)
- Cathy Tyson – Mona Lisa
- Dianne Wiest – Hannah und ihre Schwestern (Hannah and her Sisters)

### Bestes Drehbuch
Robert Bolt – Mission (The Mission)
- Woody Allen – Hannah und ihre Schwestern (Hannah and her Sisters)
- Neil Jordan, David Leland – Mona Lisa
- David Lynch – Blue Velvet
- Oliver Stone – Platoon

### Beste Filmmusik
Ennio Morricone – Mission (The Mission)
- Harold Faltermeyer – Top Gun – Sie fürchten weder Tod noch Teufel (Top Gun)
- Miles Goodman – Der kleine Horrorladen (Little Shop of Horrors)
- Herbie Hancock – Um Mitternacht (Round Midnight)
- Maurice Jarre – Mosquito Coast (The Mosquito Coast)

### Bester Filmsong
„Take My Breath Away“ aus Top Gun – Sie fürchten weder Tod noch Teufel (Top Gun) – Giorgio Moroder, Tom Whitlock
- „Glory of Love“ aus Karate Kid II – Entscheidung in Okinawa (The Karate Kid, Part II) – Peter Cetera, David Foster, Diane Nini
- „Life in a Looking Glass“ aus That’s Life! So ist das Leben (That’s Life!) – Leslie Bricusse, Henry Mancini
- „Somewhere Out There“ aus Feivel, der Mauswanderer (An American Tail) – James Horner, Barry Mann, Cynthia Weil
- „Sweet Freedom“ aus Diese zwei sind nicht zu fassen (Running Scared) – Rod Temperton
- „They Don’t Make Them Like They Used to“ aus Archie und Harry – Sie können’s nicht lassen (Tough Guys) – Burt Bacharach, Kenny Rogers, Carole Bayer Sager

### Bester fremdsprachiger Film
Der Anschlag (De aanlag), Niederlande – Regie: Fons Rademakers
- Betty Blue – 37,2 Grad am Morgen (37,2 °C le matin), Frankreich – Regie: Jean-Jacques Beineix
- Drei Männer und ein Baby (3 hommes et un couffin), Frankreich – Regie: Colin Serreau
- Ginger und Fred (Ginger e Fred), Italien – Regie: Federico Fellini
- Otello, Italien – Regie: Franco Zeffirelli

## Gewinner und Nominierte im Bereich Fernsehen

### Beste Serie – Drama
L.A. Law – Staranwälte, Tricks, Prozesse (L.A. Law)
- Cagney & Lacey
- Chefarzt Dr. Westphall (St. Elsewhere)
- Der Denver-Clan (Dynasty)
- Miami Vice
- Mord ist ihr Hobby (Murder, She Wrote)

### Beste Serie – Musical/Komödie
Golden Girls (The Golden Girls)
- Cheers
- Das Model und der Schnüffler (Moonlighting)
- Die Bill Cosby Show (The Cosby Show)
- Familienbande (Family Ties)

### Beste Miniserie oder bester Fernsehfilm
Trage deines Bruders Bürde (Promise)
- Anastasia (Anastasia: The Mystery of Anna)
- Frohe Weihnachten, Mrs. Kingsley (Christmas Dove)
- Nobody’s Child
- Peter der Große (Peter the Great)
- Todesursache – Agent Orange (Unnatural Causes)

### Bester Darsteller in einer Fernsehserie – Drama
Edward Woodward – Der Equalizer (The Equalizer)
- William Devane – Unter der Sonne Kaliforniens (Knots Landing)
- John Forsythe – Der Denver-Clan (Dynasty)
- Don Johnson – Miami Vice
- Tom Selleck – Magnum (Magnum, p.i.)

### Bester Darsteller in einer Fernsehserie – Musical/Komödie
Bruce Willis – Das Model und der Schnüffler (Moonlighting)
- Bill Cosby – Die Bill Cosby Show (The Cosby Show)
- Ted Danson – Cheers
- Tony Danza – Wer ist hier der Boss? (Who’s the Boss?)
- Michael J. Fox – Familienbande (Family Ties)

### Bester Darsteller in einer Miniserie oder einem Fernsehfilm
James Woods – Trage deines Bruders Bürde (Promise)
- James Garner – Trage deines Bruders Bürde (Promise)
- Mark Harmon – Alptraum des Grauens (The Deliberate Stranger)
- Jan Niklas – Peter der Große (Peter the Great)
- John Ritter – Todesursache – Agent Orange (Unnatural Causes)

### Beste Darstellerin in einer Fernsehserie – Drama
Angela Lansbury – Mord ist ihr Hobby (Murder, She Wrote)
- Joan Collins – Der Denver-Clan (Dynasty)
- Tyne Daly – Cagney & Lacey
- Sharon Gless – Cagney & Lacey
- Connie Sellecca – Hotel

### Beste Darstellerin in einer Fernsehserie – Musical/Komödie
Cybill Shepherd – Das Model und der Schnüffler (Moonlighting)
- Beatrice Arthur – Golden Girls (The Golden Girls)
- Estelle Getty – Golden Girls (The Golden Girls)
- Rue McClanahan – Golden Girls (The Golden Girls)
- Betty White – Golden Girls (The Golden Girls)

### Beste Darstellerin in einer Miniserie oder einem Fernsehfilm
Loretta Young – Frohe Weihnachten, Mrs. Kingsley (Christmas Eve)
- Farrah Fawcett – Verfolgt und gejagt (Nazi Hunter: The Beate Klarsfeld Story)
- Amy Irving – Anastasia (Anastasia: The Mystery of Anna)
- Vanessa Redgrave – Geschlechtsumwandlung – I Change My Life (Second Serve)
- Marlo Thomas – Nobody’s Child

### Bester Nebendarsteller in einer Fernsehserie, einer Miniserie oder einem Fernsehfilm
Jan Niklas – Anastasia (Anastasia: The Mystery of Anna)
- Tom Conti – Verfolgt und gejagt (Nazi Hunter: The Beate Klarsfeld Story)
- John Hillerman – Magnum (Magnum, p.i.)
- Trevor Howard – Frohe Weihnachten, Mrs. Kingsley (Christmas Eve)
- Ron Leibman – Frohe Weihnachten, Mrs. Kingsley (Christmas Eve)

### Beste Nebendarstellerin in einer Fernsehserie, einer Miniserie oder einem Fernsehfilm
Olivia de Havilland – Anastasia (Anastasia: The Mystery of Anna)
- Justine Bateman – Familienbande (Family Ties)
- Piper Laurie – Trage deines Bruders Bürde (Promise)
- Geraldine Page – Verfolgt und gejagt (Nazi Hunter: The Beate Klarsfeld Story)
- Lilli Palmer – Peter der Große (Peter the Great)
- Rhea Perlman – Cheers

## Cecil B. De Mille Award
Anthony Quinn

## Miss Golden Globe
Candace Savalas (Tochter von Telly Savalas und Marylin Gardner)